# Горобий, Олег Владимирович
Оле́г Влади́мирович Горо́бий (род. 7 февраля 1971, Воронеж) — советский и российский гребец-байдарочник, выступал за сборные СССР и России в конце 1980-х — начале 2000-х годов. Семикратный чемпион мира, победитель и призёр этапов Кубка мира, многократный чемпион национальных первенств, бронзовый призёр летних Олимпийских игр в Атланте. На соревнованиях представлял спортивное общество «Динамо», заслуженный мастер спорта. Также известен как спортивный чиновник, работает в Департаменте физической культуры и спорта администрации Воронежской области.

## Биография
Олег Горобий родился 7 февраля 1971 года в Воронеже. Активно заниматься греблей начал в раннем детстве, проходил подготовку под руководством тренера Владимира Семенихина в секции воронежского «Динамо». Первого серьёзного успеха добился в возрасте девятнадцати лет, когда в составе четырёхместной байдарки на дистанции 500 м выиграл сначала чемпионат СССР, а потом чемпионат мира в польской Познани. В 1991 году вновь был лучшим в данной дисциплине в заплывах национального первенства, однако на мировом первенстве в Париже занял лишь третье место. Благодаря череде удачных выступлений удостоился права защищать честь страны на летних Олимпийских играх 1992 года в Барселоне, пробился в состав объединённой сборной из спортсменов бывших советских республик. На байдарке-четвёрке, куда также вошли гребцы Владимир Бобрешов, Вячеслав Кутузин и Сергей Кирсанов, участвовал в километровой гонке, но в итоге их экипаж дошёл только до стадии полуфиналов.
После окончательного распада Советского Союза Горобий продолжил участвовать в крупнейших международных соревнованиях в составе сборной России и впоследствии выиграл ещё немало наград (в период 1993—2003 в различных дисциплинах он в общей сложности становился чемпионом страны 26 раз). В 1993 году удачно выступил на чемпионате мира в Копенгагене, со своей четвёркой выиграл золото на полукилометровой дистанции и бронзу на километровой — по итогам сезона за выдающиеся спортивные достижения удостоен почётного звания «Заслуженный мастер спорта России».
Одним из самых успешных сезонов в его карьере получился сезон 1994 года, когда на чемпионате мира в Мехико он завоевал сразу три золотые медали: в гонках на 200, 500 и 1000 м. Год спустя на мировом первенстве в немецком Дуйсбурге выиграл дистанцию 500 м и получил серебряную награду на 200 м. Позже прошёл квалификацию на Олимпиаду 1996 года в Атланту — в четырёхместном экипаже с Анатолием Тищенко, Сергеем Верлиным и Георгием Цыбульниковым финишировал третьим в километровом заплыве. Также участвовал в парной полукилометровой программе, тоже был близок к призовым позициям, однако в конечном счёте расположился на четвёртой строке итогового протокола.
В 1997 году Горобий стал семикратным чемпионом мира, на соревнованиях в канадском Дартмуте был лучшим на дистанции 200 м. С трёх последующих мировых первенств неизменно привозил бронзовые медали, в 1999 году в Милане занял третье место в двухсотметровом заплыве, в 2001 году в Познани получил бронзу за километровую гонку, в 2003 году в американском Гейнсвилле был третьем на 500 м. Помимо этого, будучи одним из лидеров национальной сборной, ездил на Олимпийские игры 2000 года в Сидней, где соревновался на дистанции 1000 м в двойках (в паре с Евгением Салаховым) и четвёрках (c Салаховым, Тищенко и Романом Зарубиным). В обеих дисциплинах сумел дойти до финала, но в решающих заплывах оба раза финишировал седьмым.
Завершив карьеру в олимпийской сборной России, Горобий увлёкся гонками на каноэ «дракон», в частности, на чемпионате Европы в английском городе Стоктон-он-Тис в качестве рулевого 20-местной лодки выиграл четыре золотые медали. В 1997 году награждён медалью ордена «За заслуги перед Отечеством» II степени, в 2003 году стал лауреатом премии «Золотой фонд Воронежской области». Имеет два высших образования, в 1993 году окончил Воронежский государственный институт физической культуры, в 1999-м — юридический факультет Воронежского государственного университета. В настоящее время работает заместителем руководителя Департамента физической культуры и спорта администрации Воронежской области.